# Cauza Iosub-Caras vs. România
Cauza Iosub-Caras vs. România (petiția numărul 7198/04, hotărârea din 27 iulie 2006) este o cauză judecată la  Curtea Europeană a Drepturilor Omului în care România a fost condamnată pentru nerespectarea articolului 8 al Convenției asupra drepturilor omului, în sensul că statul român nu și-au îndeplinit obligațiile pozitive prevăzute de Articolul 8 al Convenției. Curtea a explica că "în chestiunile legate de reunirea copiilor cu părinții lor, oportunitatea unei măsuri trebuie judecată prin rapiditatea cu care este pusă în practică, asemenea cazuri necesitând o soluționare urgentă, deoarece trecerea timpului poate avea consecințe iremediabile asupra relațiilor dintre copii și părintele care nu locuiește cu aceștia .
Curtea a mai adăugat în sentința dată că în conformitate cu articolului 11 din Convenția de la Haga se impune un termen-limită de șase săptămâni pentru decizia prevăzută, altminteri organul de decizie poate fi obligat să prezinte motivele întârzierii. În ciuda acestei urgențe recunoscute, în speță s-au scurs mai mult de optsprezece luni de la data când primul reclamant a depus cererea de înapoiere a copilului și până la data deciziei definitive. Curtea a considerat că "Guvernul nu a oferit nici o explicație satisfăcătoare pentru această întârziere."  iar în consecință, instanțele care au luat decizia definitivă în cauza de față nu au satisfăcut cerința de urgență. 